# Bolitogyrus temburong
Bolitogyrus temburong – gatunek chrząszcza z rodziny kusakowatych i podrodziny kusaków. Endemit Borneo.

## Taksonomia
Gatunek ten opisany został po raz pierwszy w 2017 roku przez Adama J. Brunkego na łamach „ZooKeys”. Jako lokalizację typową wskazano Kuala Belalong Field Study Centre w Parku Narodowym Ulu Temburong w Brunei. Epitet gatunkowy pochodzi od nazwy parku.
W obrębie rodzaju klasyfikowany jest w grupie gatunków caesareus, obejmującej także B. caesareus, B. proximus i B. rufipennis. 

## Morfologia

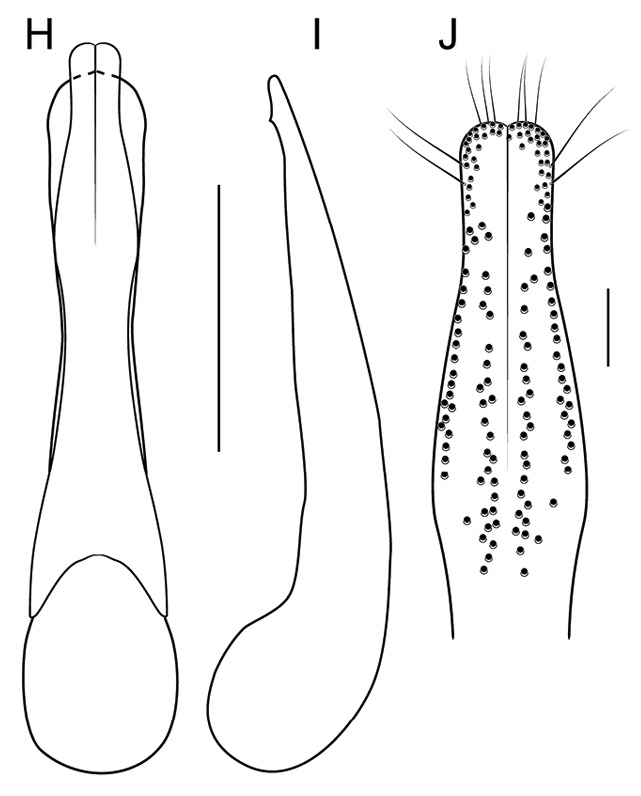
H: edeagus w widoku parameralnym; I: płat środkowy w widoku bocznym; J: układ szczecinek na paramerze

Chrząszcz o mocno wydłużonym ciele. Łączna długość głowy, przedplecza i pokryw wynosi od 5,7 do 6,2 mm. Na czole widnieją pomarańczowe znaczenia. Przedplecze jest czarne, czasem  z pomarańczowo rozjaśnionymi kątami przednimi. Jego krawędzie są mocno rozszerzone. Pokrywy są trochę dłuższe od przedplecza, nieco szersze niż u podobnego B. proximus, pozbawione ciemnych plam. Na przedpiersiu nie występuje podłużne żeberko. Pierwszy i drugi z widocznych segmentów odwłoka nie mają zaciemnień. U samicy na ósmym tergicie brak jest pośrodkowego wcięcia. Genitalia samca mają środkowy płat edeagusa poszerzony ku tępo zaokrąglonemu wierzchołkowi z pośrodkowym ząbkiem, w widoku brzusznym o szczycie grubszym niż u B. proximus i ku spodowi wygiętym, a paramery bardziej wydłużone niż u B. proximus i tępe na szczytach.

## Ekologia i występowanie
Owad ten zasiedla niżej położone równikowe lasy górskie z dominacją dwuskrzydli. Znajdowany jest na rzędnych od 440 do 770 m n.p.m.
Gatunek orientalny, endemiczny dla Borneo i Brunei, znany tylko z okolic miejsca typowego w dystrykcie Temburong.